# Õpetajate Leht
Õpetajate Leht – estoński dwutygodnik pedagogiczny.
Pierwszy numer czasopisma ukazał się 26 września 1930. Była to pierwsza estońska gazeta dla nauczycieli. Początkowo ukazywała się jako tygodnik. W założeniu twórców pismo ma być bezstronnym, progresywnym głosem profesjonalnie wykształconych pedagogów przydatnym w rozwiązywaniu problemów polityki edukacyjnej i szkolnej.